# Fabijan Šovagović
Fabijan Šovagović (Ladimirevci, 4. siječnja 1932. – Zagreb, 1. siječnja 2001.), bio je hrvatski kazališni i filmski glumac, redatelj i pisac. Bio je jedan od najvećih hrvatskih glumaca čija su ostvarenja tijekom desetljeća obilježavala i određivala smjer i kvalitetu hrvatskoga glumišta.

## Životopis
Fabijan Šovagović rođen je 1932. godine kao jedno od četvero djece u zemljoradničkoj obitelji Josipa i Tonke Šovagović a odrastao je u slavonskom selu Ladimirevcima nedaleko Valpova. Srednju školu građevinskoga smjera završio je u Osijeku. Već je kao srednjoškolac glumio u amaterskim predstavama u Ladimirevcima (David Štrbac u Kočićevu Jazavcu pred sudom), a potom i u omladinskom KUD-u “Milica Križan” u Osijeku. Studij glume polazio je na Akademiji kazališne umjetnosti u Zagrebu gdje je i diplomirao 1957. godine. Tijekom godina bio je član kazališta "Gavella", HNK u Zagrebu, sudjelovao u radu "Teatra u gostima", djelovao kao slobodni umjetnik i nastupao na svim našim najvećim festivalima. 
Kazališni glumac široka raspona, na filmu debitira u Svoga tela gospodar. Jedan od najboljih hrvatskih glumaca uopće, sugestijom iznimnog unutarnjeg života te dubokih i proturječnih poriva, ostvario je bogat filmski, kazališni i televizijski opus. Podjednako je uvjerljiv kao razočarani intelektualac – cinični promatrač društvenih mana (Predstava Hamleta u selu Mrduša Donja, Krsto Papić, 1973; Novinar, Zlatna arena), bešćutni ubojica (Događaj) ili žrtva društvene represije (Lisice).
U žanru komedije glumio je ozbiljne, često mračne, cinične ili nervozne likove, pridonoseći složenosti prikazanoga svijeta, npr. u Imam 2 mame i 2 tate i u tv seriji Prosjaci i sinovi Antuna Vrdoljaka. Markantne osobenjake, npr. u Brezi i Ritmu zločina, tumači s iznimnom psihološkom uvjerljivošću, a bez manirizma. Sporednim ulogama, npr. u filmovima Ponedjeljak ili utorak, Čovjek koji je volio sprovode (Zoran Tadić, 1989, Zlatna arena) i Orao zavrjeđuje pohvale koliko i u glavnima, a psihološku slojevitost unosi i u plošno zamišljene likove, npr. u Izbavitelju. Prema vlastitoj drami, s Brankom Schmidtom napisao je scenarij za film Sokol ga nije volio (i gl. uloga), s temom iz zavičajne Slavonije.
Ostali važniji filmovi: Prometej s otoka Viševice, Kuća, Seljačka buna 1573 (Vatroslav Mimica, 1975., kao Matija Gubec), Pucanj (Krešo Golik, 1977), Ne naginji se van, Susreti sa značajnim ljudima (Peter Brook, 1979), Povratak (Antun Vrdoljak, 1979), Ambasador (Fadil Hadžić, 1984, Zlatna arena), San o ruži (Zoran Tadić, 1986), Osuđeni (Zoran Tadić, 1987), Diploma za smrt (Živorad Tomić, 1989), Đuka Begović (Branko Schmidt, 1991., i koscenarist). Neka od njegovih najpoznatijih ostvarenja su uloge u predstavama Lenjin, Skup, Dundo Maroje, potom u TV-serijama Kuda idu divlje svinje (1971.), Prosjaci i sinovi (1972.), U registraturi (1974.), Velo misto (1980.), Đuka Begović (1991.) i druge.
Umro je u Zagrebu, 1. siječnja 2001. godine a pokopan je na zagrebačkome groblju Mirogoju.
Njegov sin Filip Šovagović i kći Anja Šovagović-Despot također su glumci.

## Filmografija

### Filmske i televizijske uloge
| - Svoga tela gospodar – (1957.) - H-8 kao Franjo Rošić – (1958.) - Dvostruki obruč kao Modrić - (1963.) - Prometej s otoka Viševice kao Vinko – (1964.) - Druga strana medalje – (1965.) - Ključ kao Marko – (1965.) - Ponedjeljak ili utorak kao Golubar Boltek – (1966.) - Mokra koža kao Acim – (1966.) - Crne ptice – (1967.) - Iluzija kao kolega s faksa – (1967.) - Breza kao Joza Sveti – (1967.) - Posljednji Stipančići - (1968.) - Imam dvije mame i dva tate – (1968.) - Gravitacija ili fantastična mladost činovnika Borisa Horvata kao pijanac – (1968.) - Dnevnik Očenašeka kao tip u kafiću – (1969.) - Kad čuješ zvona kao Mican – (1969.) - Bitka na Neretvi – (1969.) - Događaj – (1969.) - Lisice kao Ante – (1969.) - Ožiljak kao Koren — (1969.) - Slučajni život – (1969.) - Zlatni mladić kao Kralj – (1970.) - Sam čovjek kao magistar Haman - (1970.) - Hranjenik – (1970.) - Prosjaci i sinovi – (1971.) - Makedonski dio pakla kao bugarski pukovnik – (1971.) - Ovčar – (1971.) - Kuda idu divlje svinje kao Mile Vrbica - (1971.) - U gori raste zelen bor kao Lazo – (1971.) - Lov na jelene – (1972.) - Prvi splitski odred – (1972.) - Mreže kao Filip – (1972.) - Prijatelji kao ogorčeni gospodin - (1972.) - Putovanje – (1972.) - Majstor i Margarita kao Berlioz – (1972.) - Protuhe – (1972.) | - Živjeti od ljubavi kao direktor škole – (1973.) - Predstava Hamleta u Mrduši Donjoj kao učitelj Andro – (1973.) - Ča smo na ovon svitu kao Toni (1973.) - U registraturi kao Jožica Kičmanović "Zgubidan" – (1974.) - Deps kao dežurni sudac – (1974.) - Lov kao Šimun – (1974.) - Kuća kao Branko – (1975.) - Hotelska soba – (1975.) - Jad – (1975.) - Seljačka buna kao Matija Gubec – (1975.) - Četiri dana do smrti – (1976.) - Samac kao pjesnik Damir – (1976.) - Izbavitelj kao profesor Martin Bošković – (1976.) - Mećava kao žandar – (1977.) - Ne naginji se van kao Mate – (1977.) - Pucanj kao Pajo Bradić – (1977.) - Sjena na suprotnom zidu – (1977.) - Parnjača – (1979.) - Daj što daš – (1979.) - Novinar kao Stanko Kos – (1979.) - Povratak kao Pave – (1979.) - Usijanje – (1979.) - Susreti sa čudesnim gospodinom – (1979.) - Jelenko kao Vidoje – (1980.) - Ritam zločina – (1981.) - Hoću živjeti – (1982.) - Servantes iz Malog Mista – (1982.) - Dvije polovine srca – (1982.) - Zločin u školi – (1982.) - Gle kako dan lijepo počinje kao Miroslav - (1982.) - Medeni mjesec – (1983.) | - Ambasador kao majstor centralnog grijanja – (1984.) - Mala pljačka vlaka kao grof Andrej Tihonov – (1984.) - Inspektor Vinko kao gospodin Felix Jankovics – (1984.) - Crveni i crni – (1985.) - Horvatov izbor – (1985.) - I to će proći (Oslobađanje Isidora K) – (1985.) - San o ruži – (1986.) - Putovanje u Vučjak kao Lazar "Lazo" Margitić – (1986. – 1987.) - Na putu za Katangu – (1987.) - Slike iz života jednog šalabahtera – (1987.) - Osuđeni kao Pero – (1987.) - Hi-Fi pojavljivanje – (1987.) - Sokol ga nije volio kao Šima – (1988.) film za koji je prema vlastitom literarnom predlošku napravio i scenarij - Život sa stricem – (1988.) - Čovjek koji je volio sprovode – (1989.) - Diploma za smrt kao Pavel – (1989.) - Hamburg Altona – (1989.) - Ptice nebeske kao Barač – (1989.) - Povratak Katarine Kožul – (1989.) - Gluvi barut – (1990.) - Ljeto za sjećanje – (1990.) - Orao – (1990.) - Čaruga – (1991.) - Đuka Begović (film i serija) kao Šima – (1991.); scenarist - Vukovar se vraća kući – (1994.) - Treća žena – (1997.) |

## Knjige
- Glumčevi zapisi – zapisi o teatru – Centar za kulturnu djelatnost, Biblioteka Prolog, Zagreb, knjiga 4, 1977. (2. izd. 1979.)
- Sokol ga nije volio: dramska kronika u dva dijela (osam slika) s pjevanjem i pucanjem – prvi put tiskana u “Prologu”, 41/1981. (potom 2 izdanja, KIC Privlačica, Privlaka, 1986.; Privlačica, Vinkovci, 2003.)
- Divani Fabe Šovagova – eseji – Riječ, Vinkovci, 1996.

## Nagrade
- 1968.: “Zlatni lovor – vjenčić” na IX. Festivalu malih i eksperimentalnih scena u Sarajevu, za recital “Kristalna kocka vedrine” Tina Ujevića.
- 1970.: Nagrada “Vladimir Nazor”, za ulogu mladoženje u filmu “Lisice” Krste Papića.
- 1970.: Grand prix na Festivalu glumačkih ostvarenja u Nišu, za ulogu mladoženje u filmu “Lisice” Krste Papića
- 1975.: Grand prix na Festivalu glumačkih ostvarenja u Nišu, za ulogu supruga mlađe žene u filmu “Kuća” Bogdana Žižića.
- 1976.: “Zlatna kolajna” na IV. Festivalu monodrame i pantomime u Zemunu, za “Đuku Begovića” Ivana Kozarca.
- 1978.: Nagrada INE Zagreb za književnost, za knjigu “Glumčevi zapisi”.
- 1979.: “Zlatna arena” u Puli, za sporednu ulogu u filmu “Novinar” Fadila Hadžića.
- 1979.: Nagrada publike na VI. susretima profesionalnih kazališta Hrvatske u Slavonskom Brodu, za ulogu Miroslava u “Gle, kako lijepo počinje dan” Zvonimira Bajsića.
- 1982.: Nagrada “Vladimir Nazor”, za uloge Fabija u “Pustinjama” Ranka Marinkovića i Šime u vlastitoj drami “Sokol ga nije volio”.
- 1983.: Sterijina nagrada na 28. Jugoslavenskim kazališnim igrama u Novom Sadu, za ulogu Šime u “Sokolu”.
- 1984.: “Zlatna arena” u Puli, za sporednu ulogu u filmu “Ambasador” Fadila Hadžića.
- 1989.: “Zlatna arena”, za najbolju sporednu ulogu u filmu “Čovjek koji je volio sprovode” Zorana Tadića.
- 1991.: Nagrada “Vjesnika”, za kazališnu umjetnost “Dubravko Dujšin”.
- 1991.: Nagrada “Vladimir Nazor”, za životno djelo.
- 1992.: Počasna “Zlatna arena” u Puli.
- 1993.: Nagrada hrvatskog glumišta, za životno djelo.
- 1996.: Nagrada “Vjesnika”, za životno djelo u filmskoj umjetnosti “Krešo Golik”.

## Diskografija
- Recitacije pjesama Cesarića, A. B. Šimića, Ujevića, govorenje ulomaka iz svojih uloga i monodrama “Đuka Begović” Ivana Kozarca, Jugoton, 1976.
- “Pokraj Karašice selo malo” – slavonske tamburaške pjesme, Jugoton, 1985.

## Spomen
- Od 2001. godine Festival glumca njegovim imenom nazvao je svoju nagradu za najboljega glumca/glumicu.[5]
- Od 2007. godine u rodnim mu Ladimirevcima održava se Memorijal Fabijana Šovagovića (od 2011. pod imenom "Šovini dani"), manifestacija posvećena životu i djelu velikana hrvatskoga glumišta.[6]
- 2007. godine postavljen je u središtu Ladimirevaca prvi spomenik Šovagoviću u Hrvatskoj, djelo akademskoga kipara Stipe Sikirice.[7]
- 2010. godine postavljena mu je spomen-ploča u Zagrebu, na pročelju kuće u Mesničkoj 14, gdje je živio od 1967. do 2001. godine.[8]

## Vanjske poveznice
- Službena stranica
- Šovagović, Fabijan, Ivana Šiprak (2016.), hbl.lzmk.hr
- Fabijan Šovagović u internetskoj bazi filmova IMDb-u (engl.)
- Dokumentarna serija glumačkih portreta Ive Štivičića Zvijezde iznad: Prvi i drugi dio